# Powiat słubicki
Powiat słubicki – powiat w Polsce (województwo lubuskie), utworzony w 1999 r. w ramach reformy administracyjnej. Jego siedzibą jest miasto Słubice. Powiat położony jest w następujących regionach fizycznogeograficznych: Pojezierze Łagowskie, Równina Torzymska, Lubuski Przełom Odry i Dolina Środkowej Odry nad rzeką Odrą. Na terenie powiatu znajdują się Park Krajobrazowy Ujście Warty i fragment Krzesińskiego Parku Krajobrazowego. Powiat graniczy z niemieckim krajem związkowym Brandenburgia.

## Podział powiatu
W skład powiatu wchodzą:

Herb powiatu do 2018 roku

- gminy miejsko-wiejskie: Cybinka, Ośno Lubuskie, Rzepin, Słubice
- gminy wiejskie: Górzyca
- miasta: Cybinka, Ośno Lubuskie, Rzepin, Słubice

### Dawne gminy
- Gmina Kowalów – 1945–1954 i 1973–1976
- Gmina Boczów – 1945–1954 i 1973–1976
- Gmina Gądków Wielki – 1945–1954

## Demografia
Liczba ludności (dane z 30 czerwca 2009):
|        | Ogółem | Ogółem | Kobiety | Kobiety | Mężczyźni | Mężczyźni |
| osób   | %      | osób   | %       | osób    | %         |           |
| ------ | ------ | ------ | ------- | ------- | --------- | --------- |
| Ogółem | 46 609 | 100    | 23 811  | 51,09   | 22 798    | 48,91     |
| Miasto | 29 543 | 63,38  | 15 376  | 32,99   | 14 167    | 30,40     |
| Wieś   | 17 066 | 36,62  | 8435    | 18,10   | 8631      | 18,52     |

▶Wieś vs ▶miasto
Ogółem (▶k, ▶m)
Miasto (▶k, ▶m)
Wieś (▶k, ▶m)

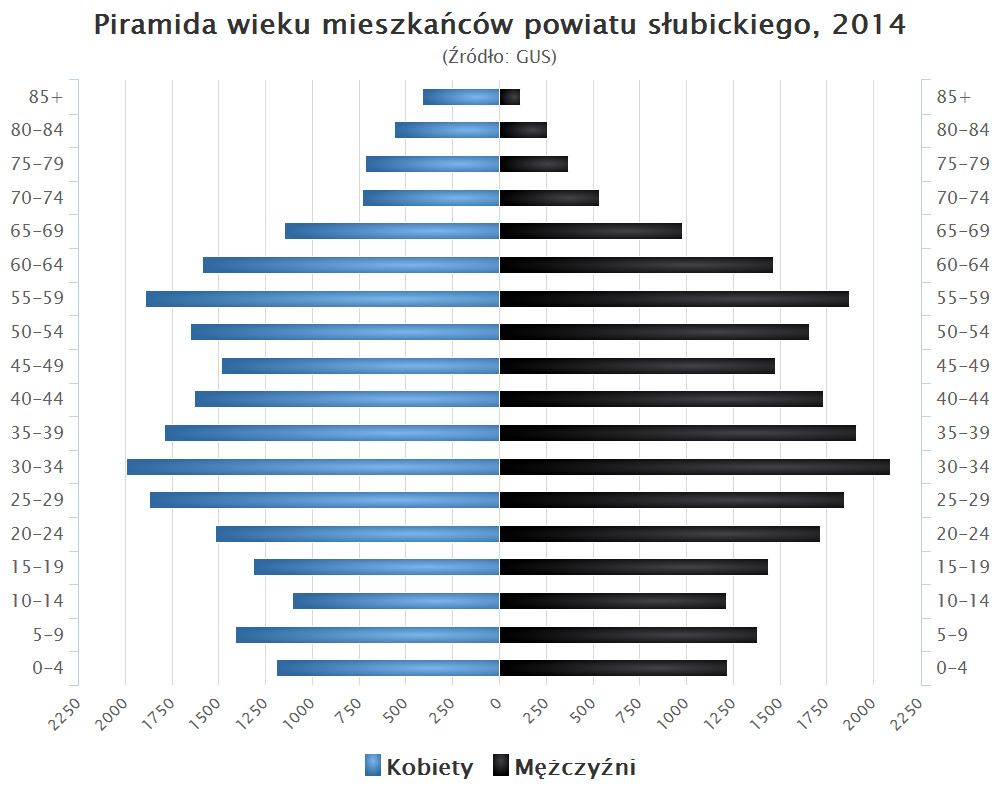
Piramida wieku mieszkańców powiatu słubickiego w 2014 roku

Według danych z 31 grudnia 2019 roku powiat zamieszkiwało 46 929 osób. Natomiast według danych z 30 czerwca 2020 roku powiat zamieszkiwało 46 897 osób.

## Transport

### Transport kolejowy
- linie kolejowe[7]
  - 3 Warszawa – Poznań – Rzepin – Słubice – Frankfurt nad Odrą – Berlin
  - 273 Szczecin – Kostrzyn nad Odrą – Rzepin – Zielona Góra – Nowa Sól – Wrocław
  - 364 Rzepin – Ośno Lubuskie – Sulęcin – Międzyrzecz
  - 386 Kunowice (Słubice) – Cybinka (linia tylko towarowa, nieczynna)
  - 414 Chyrzyno – Słońsk – Krzeszyce – Gorzów Wielkopolski (linia została zlikwidowana w 2004 r.)[8]

### Transport drogowy
- drogi krajowe[7]
  - droga krajowa nr 2 Świecko/Słubice – Rzepin – Świebodzin – Poznań – Konin – Warszawa – Siedlce – Terespol
  - droga krajowa nr 22 Kostrzyn nad Odrą – Chyrzyno – Słońsk – Gorzów Wielkopolski – Starogard Gdański – Malbork – Elbląg – Grzechotki
  - droga krajowa nr 29 Słubice – Cybinka – Krosno Odrzańskie – droga krajowa nr 32 do Zielonej Góry i Gubina
  - droga krajowa nr 31 Słubice – Górzyca – Kostrzyn nad Odrą – Chojna – Gryfino – Szczecin
- drogi wojewódzkie[7]
  - droga wojewódzka nr 134 Urad – Rzepin – Ośno Lubuskie – Radachów – droga krajowa nr 22
  - droga wojewódzka nr 137 Słubice – Kowalów – Ośno Lubuskie – Sulęcin – Międzyrzecz – Trzciel
  - droga wojewódzka nr 139 Górzyca – Kowalów – Rzepin – Gądków Wielki – Debrznica (droga wojewódzka nr 138)

## Stanowiska samorządowe

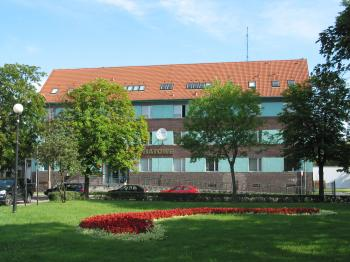
Starostwo Powiatowe przy ul. Piłsudskiego 20 w Słubicach

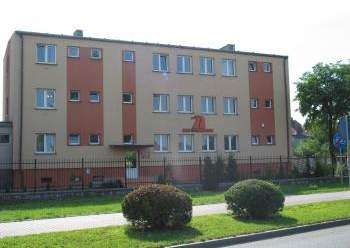
Dawna siedziba PINB przy ul. Krótkiej 7 w Słubicach

### Starostowie słubiccy
Na podstawie źródła:
- Edward Chiliński (SLD) – starosta (1998-2002, 2002-2006)
  - Leopold Owsiak (PSL) – wicestarosta (1998-2002, 2002-2006)
  - Jerzy Glinka (SLD) – członek zarządu (1998-2002, 2002-2006)
  - Edmund Łagutko (SLD) – członek zarządu (1998-2002)
  - Leszek Dolczewski – członek zarządu (2002-2006)
  - Tadeusz Wójtowicz (SLD) – członek zarządu (2002-2006)
- Aleksander Kozłowski (PO) – starosta (listopad 2006 – 9 maja 2007)
  - Andrzej Bycka (bezpartyjny) – wicestarosta (listopad 2006 – 9 maja 2007)
  - Wiesław Kozinoga (PO) – członek zarządu (listopad 2006 – 9 maja 2007)
  - Robert Stolarski (PO) – członek zarządu (listopad 2006 – 9 maja 2007)
  - Ireneusz Woźniak (PO) – członek zarządu (listopad 2006 – 9 maja 2007)
- Marcin Jabłoński (PO) – starosta (9 maja 2007 – sierpień 2008) → następnie marszałek woj. lubuskiego
  - Andrzej Bycka (PO) – wicestarosta (9 maja 2007 – 9 września 2008)
- Andrzej Bycka (PO) – starosta (9 września 2008 – 28 listopada 2010)
  - Tomasz Pisarek (PO) – wicestarosta (wrzesień 2008 – 28 listopada 2010)
  - Jan Kozłowski (PiS) – społeczny członek zarządu (wrzesień 2008 – 28 listopada 2010)
  - Stanisław Pastuszak (SLD) – społeczny członek zarządu (wrzesień 2008 – 28 listopada 2010)
- Andrzej Bycka (PO) – starosta (29 listopada 2010 – 1 grudnia 2014)[10]
  - Leopold Owsiak (PSL) – wicestarosta (29 listopada 2010 – 1 grudnia 2014)
  - Sławomir Dudzis (PiS) – etatowy członek zarządu (29 listopada 2010 – 1 grudnia 2014)
  - Jerzy Glinka (SLD) – społeczny członek zarządu (29 listopada 2010 – 1 grudnia 2014)
  - Marek Półtorak (PiS) – społeczny członek zarządu (29 listopada 2010 – 1 grudnia 2014)
- Piotr Łuczyński (1 grudnia 2014 – 22 marca 2016 r.)
- Marcin Jabłoński (22 marca 2016 – 23 listopada 2018)
- Leszek Bajon (23 listopada 2018 – nadal)

### Przewodniczący rady powiatu słubickiego
- Józef Kwiatowski – przewodniczący (1998-2002)
  - Maria Palichleb (SLD) – I wiceprzewodnicząca (1998-2002)
  - Bogumił Koźlarek (PSL)- II wiceprzewodniczący (1998-2002)
- Maria Palichleb (SLD) – przewodnicząca (2002-2006)
  - Małgorzata Jodlińska-Puziuk (PSL) – I wiceprzewodnicząca (2002-2006)
  - Witold Bocheński – II wiceprzewodniczący (2002-2006)
- Jan Kazimierz Kędziora (PiS) – przewodniczący (2006-2007)
  - Małgorzata Jodlińska-Puziuk (PSL) – I wiceprzewodnicząca (2006-2007), II wiceprzewodnicząca (2007)
  - Kazimiera Jakubowska (SLD) – I wiceprzewodnicząca (2007)
  - Wiesław Kołosza (PO) – II wiceprzewodniczący (2006-2007)
- Kazimiera Jakubowska (SLD) – przewodnicząca (2007-2010)
  - Małgorzata Jodlińska-Puziuk (PSL) – I wiceprzewodnicząca (2007-2010)

## Wyróżnieni nagrodą starosty słubickiego „Człowiek w służbie powiatu”
Od 2019 r. wyróżnieni zostali (alfabetycznie):
- Edward Chiliński (03.06.2019, pierwszy starosta słubicki)[11]
- Kazimiera Chrzanowska (29.09.2021, prezes Polskiego Związku Emerytów i Rencistów Oddział w Słubicach), na wniosek Powiatowej Rady Kobiet[12]
- Dorota Górecka (03.06.2019, naczelna pielęgniarka Szpitala Powiatowego w Słubicach)[11]
- Maria Jaworska (24.06.2022, wieloletnia dyrektor LO w Słubicach, radna sejmiku województwa lubuskiego, działaczka ZHP i ZNP), na wniosek Powiatowej Rady Kobiet[13]
- Elżbieta Anna Polak (28.06.2022, marszałek województwa lubuskiego)[14]
- Jerzy Grabowski (21.12.2022, nauczyciel i trener sportowy)[15]
- Elżbieta Pych (29.09.2021, prezes Stowarzyszenia na rzecz Osób Niepełnosprawnych „Słoneczko”), na wniosek Powiatowej Rady Seniorów[12]
- Maria Wałach (03.06.2019, bibliotekarka w Specjalnym Ośrodku Szkolno-Wychowawczym w Słubicach)[11]
- prof. Tadeusz Wallas (29.09.2021, prorektor UAM w Poznaniu), na wniosek zarządu powiatu[12]
- Grażyna Żełudok (24.10.2023, wieloletnia dyrektor PCPR w Słubicach)[16]

## Sąsiednie powiaty
- Powiat gorzowski
- Powiat sulęciński
- Powiat krośnieński
- Powiat Märkisch-Oderland
- miasto Frankfurt nad Odrą
- Powiat Oder-Spree